# Octarrhena cymbiformis
Octarrhena cymbiformis är en orkidéart som beskrevs av Johannes Jacobus Smith. Octarrhena cymbiformis ingår i släktet Octarrhena och familjen orkidéer. Inga underarter finns listade i Catalogue of Life.